# Daniel Wald
Daniel Wald (* 25. Februar 1982 in Merseburg) ist ein rechtsextremer deutscher Politiker der AfD und seit 2018 Abgeordneter im Landtag von Sachsen-Anhalt. Bundesweit bekannt wurde unter anderem ein rassistischer Post Daniel Walds.

## Leben
Daniel Wald besuchte bis 1998 die Realschule, wo er seinen Realschulabschluss erlangte; er absolvierte im Anschluss eine Ausbildung zum Koch, die er 2001 abschloss. Danach arbeitete er kurzzeitig in der Systemgastronomie und anschließend als Beikoch. Von 2002 bis 2004 leistete er freiwillig Wehrdienst beim Jagdbombergeschwader 32 der Luftwaffe der Bundeswehr. Nach Abschluss einer weiteren Berufsausbildung 2008 und der Erlangung des erweiterten Realschulabschlusses arbeitete er bis 2009 als Kaufmann im Gesundheitswesen. Laut eigenen Angaben folgten von 2010 bis 2015 „freiberufliche“ Tätigkeiten und Anstellungen in Teilzeit. Von 2016 bis 2018 war er Mitarbeiter im Wahlkreisbüro von Willi Mittelstädt (AfD).
Wald ist verheiratet, hat ein Kind und lebt in Merseburg.

## Politik
Wald trat 2015 in die AfD ein und war von 2016 bis 2018 Mitglied der Jungen Alternative. Er ist seit 2016 Schatzmeister des AfD-Kreisverbandes im Saalekreis und seit 2017 Vorsitzender der AfD-Ortsgruppe von Merseburg. Er zählt zum Rechtsaußenflügel der Partei und gehört seit 2016 der völkisch-nationalistischen „Patriotischen Plattform“ um Hans-Thomas Tillschneider an.
Am 16. April 2018 rückte er über die Landesliste der AfD für den Abgeordneten Andreas Mrosek, der auf sein Abgeordnetenmandat verzichtet hatte, in den Landtag von Sachsen-Anhalt nach. Bei der Landtagswahl 2021 zog er über die Landesliste der AfD ins Parlament ein.

## Kontroversen

### Illegale Einreise in besetzte ukrainische Gebiete
Im September 2022 reiste Wald mit den AfD-Landtagsabgeordneten Christian Blex und Hans-Thomas Tillschneider über Russland in die russisch besetzten Gebiete im Donbass (Ukraine). Die Reise wurde als Unterstützung der russischen Propaganda im Ukrainekrieg gewertet. Es war zudem eine nach ukrainischem Recht illegale Einreise auf ukrainisches Staatsgebiet. Die Bundessprecherin der AfD Alice Weidel betonte, es handle sich um eine „Privatreise“, und nannte das Unternehmen „nicht zielführend“.

### Rassistische Äußerung auf X
Im Juli 2025 geriet Daniel Wald in die Kritik, nachdem er auf der Plattform X mit einer rassistischen Äußerung Empörung auslöste. In Reaktion auf ein Mannschaftsfoto der deutschen Frauenfußballnationalmannschaft kommentierte Wald den Beitrag mit den Worten „Ja, eine Deutsche Frauen-Nationalmannschaft ohne eine Negerin. 👏🏻“. Der Beitrag wurde später gelöscht; Wald entfernte anschließend auch sein gesamtes X-Profil. Eva von Angern stellte aufgrund des Vorfalls Strafanzeige gegen Wald.